# Římskokatolická farnost Kadov u Blatné
Římskokatolická farnost Kadov u Blatné je územním společenstvím římských katolíků v rámci strakonického vikariátu Českobudějovické diecéze.

## O farnosti

### Historie
Roku 1362 byla v Kadově zřízena plebánie. Později zanikla, a Kadov začal být spravován ze Záboří. Farnost byla znovuzřízena v roce 1757.

### Současnost
Farnost Kadov je administrována ex currendo z Blatné.
| Kostel                     | Místo          | Bohoslužba             | Bohoslužba             | Poznámka        |
| -------------------------- | -------------- | ---------------------- | ---------------------- | --------------- |
| Kostel sv. Ondřeje         | Bezděkov       | liché pondělí          | 18.00                  | filiální kostel |
| Kostel sv. Václava         | Kadov u Blatné | lichá sobota           | 18.00                  | farní kostel    |
| Kaple                      | Lnářský Málkov | neslouží se pravidelně | neslouží se pravidelně | obecní kaple    |
| Kaple sv. Jana Nepomuckého | Slatina        | neslouží se pravidelně | neslouží se pravidelně | obecní kaple    |
| Kaple sv. Anny             | Vrbno          | neslouží se pravidelně | neslouží se pravidelně | obecní kaple    |